# Limbo (film fra 2014)
 For alternative betydninger, se Limbo (flertydig). (Se også artikler, som begynder med Limbo)
Limbo er en dramafilm fra 2014, der er skrevet og instrueret af Anna Sofie Hartmann. Filmen var hendes instruktørdebut. Filmen er en tragisk kærlighedshistorie om Sara, der går i 3.g og ugengældt forelsker sig i sin dansk- og dramalærer Karen. Filmens hovedtemaer er kærlighed, udlængsel og overgangen fra barn til voksen. Stemningsbilleder af byen Nakskov, der skildres som en gammel industriby i forfald, spiller en væsentlig rolle i handlingen. 
Hartmann er dansker, men instruerede filmen, mens hun uddannede sig til filminstruktør i Berlin. Filmen er derfor tyskproduceret og -finansieret, selvom skuespillerne er danske, og såvel handlingen som optagelserne fandt sted i og omkring Nakskov, hvor Hartmann selv kommer fra. Filmen blev optaget on location på Vestlolland, blandt andet på Nakskov Gymnasium, i 2012.
Filmen fik premiere ved San Sebastián International Film Festival og blev nomineret til en European Discovery Award ved European Film Awards i 2015 og til en Ingmar Bergman International Debut Award ved Göteborg International Film Festival 2015. Den havde dansk premiere ved filmfestivalen CPH PIX i 2015, hvor den deltog i festivalens talentkonkurrence.

## Handling
Filmen er optaget i og foregår i Nakskov på Lolland, og byen og dens miljø spiller en væsentlig rolle i filmen. Hartmann har således kaldt Nakskov for filmens tredje hovedperson. De optrædende personer er en gruppe elever på byens gymnasium og specielt den fåmælte 3.g'er Sara (spillet af Annika Nuka Mathiassen). Hun forelsker sig i den nytilflyttede lærer Karen (Sofia Nolsø), under hvis vejledning eleverne er i færd med at indøve Sofokles' tragedie Antigone. Sara bliver imidlertid afvist med en velmenende pædagog-attitude fra Karens side, hvilket sårer hende dybt og får tragiske konsekvenser.
I scener fra byen læsser traktorer sukkerroer af ved byens eneste tilbageværende fabrik (Nakskov Sukkerfabrik). Titlen "Limbo", der egentlig betegner en form for tomrum eller mellemtilstand, kan forstås som en metafor for en hendøende provinsby - et samfund i limbo, men også for de unge lollikker, der står i overgangsfasen mellem barndom og voksenliv. I hjembyen har de ikke andre fremtidsudsigter end at arbejde på sukkerfabrikken, og den eneste adspredelse er våde byture på bodegaer med plasticmøbler. Dermed kommer portrættet af byen med bevidst trøstesløse stemningsbilleder ifølge Filmmagasinet Ekkos anmeldelse til at fremstå lige dele eksotisk og sørgeligt ukendt som en gymnasieby i "Udkantsdanmark", hvorfra intelligente unge søger i eksil i storbyen, så snart de får adgang til det - som Hartmann, der selv voksede op i Nakskov, men siden drog til Berlin, hvor hun uddannede sig og skaffede pengene til optagelsen af Limbo. Samtidig skildres indbyggerne solidarisk og sympatisk, og personerne i filmen - pigerne i gymnasiet, de unge fyre fra sukkerfabrikken, som møder gymnasiepigerne på bodegaen, og dramalæreren Karen - er generelt venlige og ordentlige overfor hinanden.

## Medvirkende
- Annika Nuka Mathiassen som Sara
- Sofia Nolsøe som Karen

Nolsøe var den eneste professionelle skuespiller, mens de øvrige aktører, herunder Annika Mathiassen, var elever fra gymnasiet i Nakskov, da filmen blev optaget.

## Modtagelse

### Danmark
Filmen havde dansk premiere ved filmfestivalen CPH PIX, hvor den deltog i hovedkonkurrencen New Talent Grand Pix og fik ros af juryen for en flot billedside og en udfordrende stil, som gav tilskueren stof til eftertanke.
I Filmmagasinet Ekko mente anmelderen, at filmen gav et bittert, men fascinerende portræt af "Udkantslolland", hvor de forskellige scener blev præsenteret mere eller mindre usammenhængende, så meget blev overladt til tilskuerens egen fantasi og associationer. Fotograferingen foretaget af fotograf Matilda Mester blev rost og gjorde filmen til en æstetisk nærværende oplevelse, og de to hovedrollers afmålte naturalisme fungerede godt, men anmelderen mente også, at portrættet af byen nok var personligt, men også nådesløst bittert, og filmens fokus på provinsby-tristesse blev trættende i længden. Anmeldelsen tildelte tre stjerner ud af seks, men tilføjede, at Hartmanns afvisning af at gøre knæfald for tilskueren ved at gøre filmen lettere tilgængelig var tegn på en klædelig kunstnerisk integritet hos en debuterende instruktør, og at man kunne forestille sig, at lidt flere nuancer ville indfinde sig senere i karrieren. Netmediet Soundvenue gav ligeledes tre stjerner med kommentaren, at Hartmann udviste et stort fortællemæssigt mod i filmen, og at hendes minimalistiske stil gjorde filmen særlig og til et dybt poetisk værk, men at karakterernes indre liv blev for uigennemtrængeligt. Anmelderen Frederik Bové på netmediet Kronoper kaldte filmen for en berusende dansk debut og næsten et mirakel, samtidig med at den virkede meget udansk. Han mente, at den indfølt nuanceret skildrede tragedien ved at være anderledes i et lille samfund i Nakskov. Sara bliver ganske vist ikke mobbet som lesbisk, men er tværtimod populær blandt de andre unge; men hun mangler ligesindede i den subkultur, hun har brug for for at finde sig selv, og filmen skildrer dermed hendes længsel og afsavn på en måde, som bliver siddende i kroppen lang tid derefter.